# Everything (oprogramowanie)
Everything – bezpłatna aplikacja umożliwiająca szybkie przeszukiwanie przestrzeni dyskowej oraz łatwe filtrowanie danych poprzez dookreślanie parametrów. Jest przeznaczona dla systemów Microsoft Windows.
Działanie programu opiera się na wykorzystaniu bazy Master File Table (MFT), która stanowi część systemu plików NTFS. Dzięki temu do zindeksowania całego dysku przy użyciu Everything potrzeba maksymalnie kilku minut.
Program jest wyposażony w funkcję serwera (HTTP, FTP bądź ETP) i umożliwia zdalne przeszukiwanie danych, m.in. za pośrednictwem przeglądarki internetowej, a także oferuje możliwość uruchamiania kwerend z poziomu linii poleceń. Aplikacja jest dostępna również w wersji przenośnej (portable), którą można uruchomić bezpośrednio z zewnętrznej pamięci USB, bez wprowadzania zmian w systemie.